# Eulerova–Lagrangeova rovnice
Eulerova–Lagrangeova rovnice se také často nazývá Eulerova rovnice nebo Lagrangeova rovnice, protože na této rovnici pracovali Leonhard Euler a Joseph Lagrange současně okolo roku 1755. V oboru variačního počtu se jedná o diferenciální rovnici umožňující nalezení extrémály funkcionálu. Obvykle bývá užívána v optimalizaci a ve fyzice při odvozování pohybových rovnic. Použití ve fyzice je vázáno na Hamiltonův princip, který převádí fyzikální problémy na variační úlohy.

## Popis problému optimalizace
Je zadána tzv. Lagrangeova funkce (lagrangián) F tří proměnných, která má spojité první parciální derivace, do níž je dosazena funkce y(x),
{\displaystyle F\left(x,y(x),y'(x)\right)}.
Aby funkce y(x) představovala extremálu následujícího funkcionálu J,
{\displaystyle J=\int _{a}^{b}F(x,y(x),y'(x))\,\mathrm {d} x},
musí funkce y(x) být řešením následující obyčejné diferenciální rovnice zvané Eulerova–Lagrangeova rovnice:
{\displaystyle {\frac {\partial F}{\partial y}}-{\frac {\mathrm {d} }{\mathrm {d} x}}{\frac {\partial F}{\partial y'}}=0}.
Jedná se o obyčejnou (obecně nelineární) diferenciální rovnici 2. řádu. V dynamice má proměnná x většinou význam času. Některá proměnná Lagrangeovy funkce (kromě třetí) může "chybět", tím se výpočet zjednoduší. (Zřejmé je to při absenci 2. proměnné.)

### Příklad: „Nejlevnější cesta“
Úkolem je najít extrém následujícího funkcionálu J při splnění uvedených vazebních (okrajových) podmínek.
{\displaystyle J=\int _{0}^{1}\left[y'(x)^{2}+12xy(x)\right]\,\mathrm {d} x}
{\displaystyle y(0)=0}
{\displaystyle y(1)=1}
V podstatě hledáme takovou trajektorii (množinu bodů {\displaystyle [x;y(x)]}) z bodu [0;0] do bodu [1;1], aby daný určitý integrál, který závisí na této křivce, byl minimální. Lze si také představit, že funkce {\displaystyle F(x,y,y')=y'^{2}+12xy} představuje „penalizaci“ v závislosti na poloze a směru, přičemž úkolem je dostat se do cíle „co nejlevněji“.
Dosazením funkce F do Eulerovy–Lagrangeovy rovnice odvodíme následující obyčejnou diferenciální rovnici (lineární nehomogenní 2. řádu).
{\displaystyle 12x-2y''=0}
Získanou rovnici můžeme snadno vyřešit dvojnásobnou integrací:
{\displaystyle y''=6x},
{\displaystyle y'=3x^{2}+c_{1}},
{\displaystyle y=x^{3}+c_{1}x+c_{2}}.
Hodnotu integračních konstant c1 a c2 vypočteme z okrajových podmínek {\displaystyle y(0)=0} a {\displaystyle y(1)=1} a získáme tak hledanou funkci {\displaystyle y(x)}.
{\displaystyle c_{1}=0}
{\displaystyle c_{2}=0}
{\displaystyle y(x)=x^{3}}

## Lagrangeova mechanika
Předchozí formulace problému byla poněkud „Eulerovská“. Lagrange k problému přistupoval tak, že se snažil najít pohybovou rovnici popisující trajektorii hmotného bodu. Za tímto účelem odvodil lagrangián L, který je rozdílem kinetické (Ek, někdy také T) a potenciální energie (Ep, někdy také V) zkoumaného tělesa. Pro těleso o souřadnicích qi, na které nepůsobí externí síly, potom musí platit Eulerova–Lagrangeova rovnice.
{\displaystyle L=T-V}
{\displaystyle {\frac {d}{dt}}{\frac {\partial L}{\partial {\dot {q}}_{i}}}-{\frac {\partial L}{\partial q_{i}}}=0}
Pokud na těleso působí ještě další síly, přidá se na pravou stranu rovnice ještě člen reprezentující práci těchto sil v daném směru.
{\displaystyle {\frac {d}{dt}}{\frac {\partial L}{\partial {\dot {q}}_{i}}}-{\frac {\partial L}{\partial q_{i}}}={\frac {dW}{dq_{i}}}}
V případě, že je pohyb zkoumaného tělesa omezen vazební podmínkou, kterou lze například vyjádřit rovnicí {\displaystyle g(x,y)=0}, potom je třeba do lagrangiánu L přidat ještě tuto funkci vynásobenou koeficientem {\displaystyle \lambda }, který se nazývá Lagrangeův multiplikátor. Z rovnic získaných dosazením do Lagrangeovy rovnice a z vazební podmínky je potom nutné vypočítat {\displaystyle \lambda } a následovně jej použít v hledaných pohybových rovnicích. Jedná se o podobný postup, jako při hledání vázaného extrému v diferenciálním počtu.

### Příklad: Pohybová rovnice oscilátoru
Úkolem je sestavit pohybovou rovnici pro těleso o hmotnosti m upevněné na pružině s koeficientem tuhosti c, jak je ukázáno na obrázku vpravo. Vzdálenost x představuje roztažení (výchylku) pružiny vůči klidovému stavu, přičemž předpokládáme, že pružina působí na těleso silou F přímo úměrnou výchylce x a koeficientu tuhosti c.
{\displaystyle F(x)=c\cdot x}
Kinetická energie tělesa T je známá, potenciální energie V v tomto případě představuje práci potřebnou k přesunu tělesa do vzdálenosti x od klidové polohy (viz Potenciální energie pružnosti). Ze znalosti energií lze sestavit lagrangián L.
{\displaystyle T={\frac {1}{2}}m{\dot {x}}^{2}}
{\displaystyle V=\int _{0}^{x}{F(s)}\,ds=\int _{0}^{x}{c\cdot s}\,ds={\frac {1}{2}}cx^{2}}
{\displaystyle L=T-V={\frac {1}{2}}m{\dot {x}}^{2}-{\frac {1}{2}}cx^{2}}
Dosazením lagrangiánu do Lagrangeovy rovnice získáme hledanou pohybovou rovnici.
{\displaystyle {\frac {d}{dt}}{\frac {\partial L}{\partial {\dot {x}}}}-{\frac {\partial L}{\partial x}}=0}
{\displaystyle {\frac {\partial L}{\partial {\dot {x}}}}=m{\dot {x}},\,\,{\frac {d}{dt}}{\frac {\partial L}{\partial {\dot {x}}}}=m{\ddot {x}},\,\,{\frac {\partial L}{\partial x}}=-cx}
{\displaystyle m{\ddot {x}}+cx=0}
Stejnou rovnici lze také samozřejmě získat užitím druhého Newtonova pohybového zákona, který říká, že zrychlení tělesa je dáno součtem sil, které na těleso působí. Nicméně pro složitější soustavu těles se ukazuje být vhodnější Lagrangeův postup pomocí energií.

### Příklad: Oscilátor a odpor prostředí
Zadání příkladu je téměř stejné, pouze je navíc přídána síla {\displaystyle F_{o}} představující odpor prostředí přímo úměrný rychlosti tělesa (se součinitelem odporu {\displaystyle \alpha }) a působící proti rychlosti.
{\displaystyle F_{o}=-\alpha \cdot {\dot {x}}}
Přírůstek práce {\displaystyle dW} v závislosti na přírůstku polohy {\displaystyle dx} bude zřejmě {\displaystyle dW=F_{o}dx}, takže stačí dosadit do Langrangeovy rovnice a získat hledanou pohybovou rovnici.
{\displaystyle {\frac {d}{dt}}{\frac {\partial L}{\partial {\dot {x}}}}-{\frac {\partial L}{\partial x}}={\frac {dW}{dx}}=F_{o}=-\alpha \cdot {\dot {x}}}
{\displaystyle m{\ddot {x}}+cx=-\alpha {\dot {x}}}

## Zobecnění
Jak je již nastíněno výše, pokud řešíme variační úlohu více navzájem nezávislých funkcí {\displaystyle y_{i}(x)}, řešením variační úlohy je soustava navzájem nezávislých rovnic.
{\displaystyle {\frac {d}{dx}}\left({\frac {\partial F}{\partial y'_{i}}}\right)-{\frac {\partial F}{\partial y_{i}}}=0}

### Eulerova-Ostrogradského rovnice
Pokud hledáme stacionární řešení variační úlohy pro funkcionál {\displaystyle F(x_{i},y(x_{i}),y'(x_{i}))} {\displaystyle i=1,\dots ,m}, kde funkce {\displaystyle y} je závislá na {\displaystyle m} proměnných, každé dostatečně hladké řešení musí splňovat tzv. Euler-Ostrogradského rovnici.
{\displaystyle \sum \limits _{i=1}^{m}{\frac {\partial }{\partial x_{i}}}\left({\frac {\partial F}{\partial y_{,i}}}\right)-{\frac {\partial F}{\partial y}}=0}
{\displaystyle y_{,i}\equiv {\frac {\partial y}{\partial x_{i}}}}

### Eulerova-Poissonova rovnice
Pokud funkcionál záleží na vyšších derivacích {\displaystyle F(x,y(x),y'(x),y''(x),\dots ,y^{(k)}(x))}, každé dostatečně hladké stacionární řešení řeší také tzv. Euler-Poissonovu rovnici.
{\displaystyle -(-1)^{k}{\frac {d^{k}}{dx^{k}}}\left({\frac {\partial F}{\partial y^{(k)}}}\right)+\dots -{\frac {d^{2}}{dx^{2}}}\left({\frac {\partial F}{\partial y''}}\right)+{\frac {d}{dx}}\left({\frac {\partial F}{\partial y'}}\right)-{\frac {\partial F}{\partial y}}=0}